# آیوگیس
آیوگیس روستایی در استان نیانزا، کنیا می‌باشد.